# عائلة رومانوف
أسرة رومانوف كانت الأسرة المالكة الثانية بعد أسرة روريك والأخيرة في حكم روسيا، فقد تأسست عام 1613 واستمرت حتى تنازل القيصر نيقولا الثاني في 15 مارس،1917، نتيجة لثورة فبراير.
جاء في أسفار تاريخ أسرة آل رومانوف أن أجداد أفراد الأسرة أتوا إلى روسيا من بروسيا (إقليم في شرق ألمانيا) في مطلع القرن الرابع عشر، لكن بعض المؤرخين الروس يعتقدون أن أصولهم تعود إلى مدينة نوفغورود الروسية.
ويعتبر أندريه كوبيلا أحد النبلاء (البايار) في عهد أمير موسكو «إيفان كاليتا» أول جد موثوق به لرومانوف وغيرهم من عشائر النبلاء الروس.
تزوج القيصر إيفان الرهيب من اناستاسيا زاخارينا إحدى حفيدات النبيل كوبيلا، وبفضل هذا الزواج أضحت عشيرة زاخاريف – يوريف في القرن السادس عشر قريبة من حاشية القيصر، وكان فيودور نيكيتيش زاخاروف أو البطريرك فيلاريت مستقبلا أول من بدأ يحمل لقب رومانوف وذلك نسبة إلى جده رومان.
في عام 1614 انتخب مجمع «زيمسكي» أو بالأحرى مؤتمر ممثلي فئات الشعب في عموم روسيا ميخائيل فيودوروفيتش ابن فيودور نيكيتيش وحفيد أناستاسيا قيصرا لعموم روسيا، وحكمت ذريته التي تدعى تقليديا بيت أسرة رومانوف روسيا حتى عام 1917.
بعد زواج ابنة بطرس الأكبر آنا بيتروفنا من الدوق كارل هولشتاين أطلق على نجلها بطرس الثالث لقب رومانوف - غولشتاين، وذلك بموجب اتفاقية السلالات التي عقدت بين عشيرتي رومانوف وغولشتاين، الأمر الذي وجد انعكاسا على شعار عشيرة رومانوف وشعار الإمبراطورية الروسية.
في 17 من يوليو عام 1918 أفيد عن مقتل نيكولاس الثاني قيصر روسيا وزوجته وأولاده الذين هم آخر أفراد أسرة رومانوف لكن لم يعثر على جثثهم، وفي عام 1991، نبش أحد القبور فوجدت الجثث ما عدا إثنين من الأطفال الخمسة وفي عام 2007، نبش قبر آخر، وأخيرا توصل العلماء إلى قبر بعيد نسبياً عن القبور الأخرى وكان يحوي جثتي الطفلين المفقودين.

## بيت رومانوف

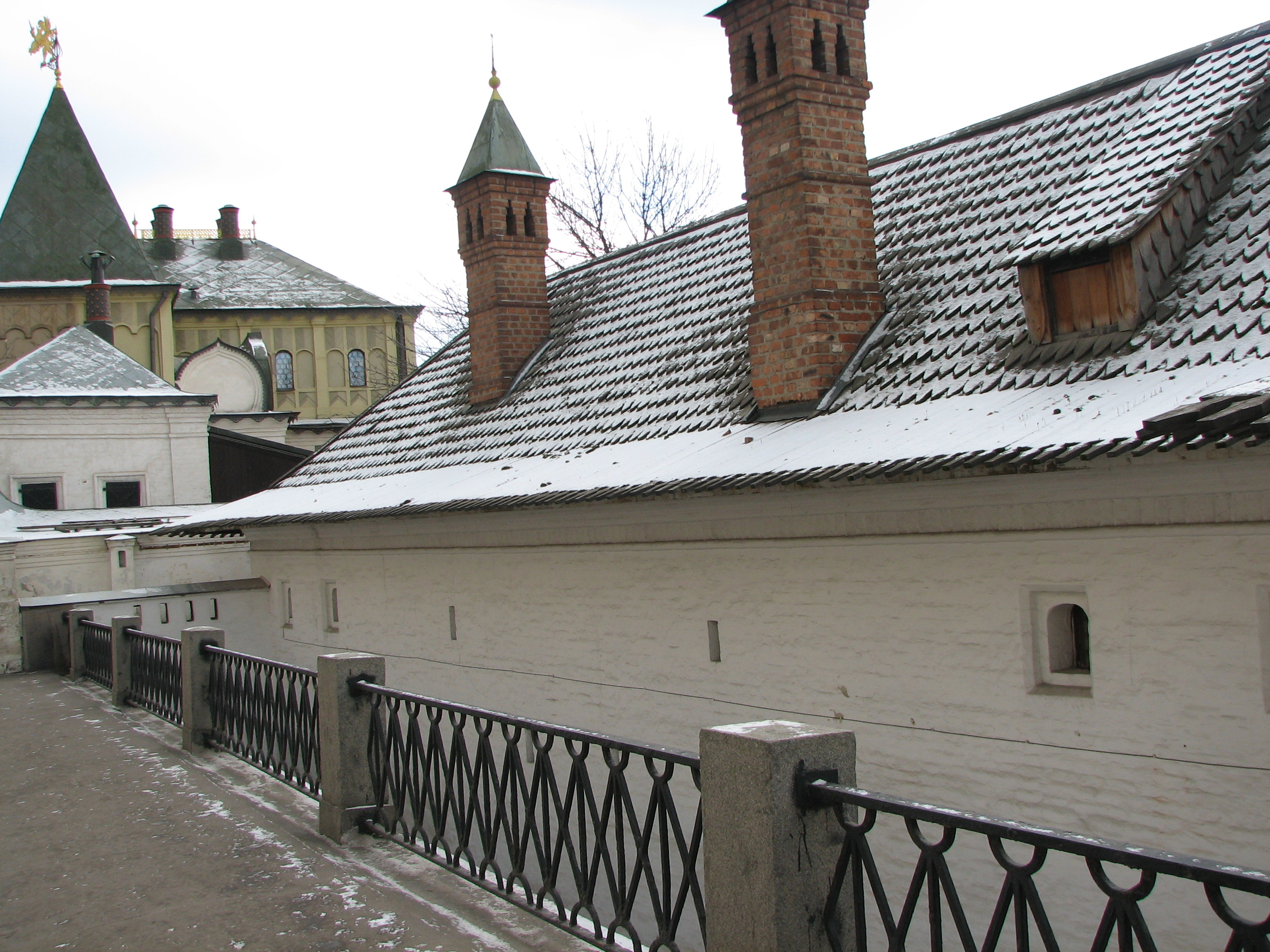
سكن عائلة Yuryev-Zakharyan في القرن السادس عشر بالقرب من الكرملين.

يتشارك آل رومانوف مع عشرين عائلة أخرى من العائلات النبيلة الروسية. أقرب سلف مشترك لهم هو آندريه كوبيلا خلال سنة 1347 باعتباره بويار في خدمة سيميون الأول من موسكو. الأجيال اللاحقة نُسِبت ل كوبيلا وهو نسب لامع. إدعى علم أنساب القرن الثامن عشر أنه كان ابن الأمير البروسي Glanda Kambila، الذي جاء إلى روسيا في النصف الثاني من القرن الثالث عشر، من ضمن الذين فروا من غزو الألمان. في الواقع، إن اسم Glande ورد كواحد من قادة التمرد البروسي القديم من 1260-1274 ضد النظام التيوتوني.
أصله الفعلي قد يكون أقل إثارة. فقد عرف بلقب mare ومعناه أنثى الحصان أو إحدى تسميات الخيليات الأخرى، وكان بعض أقاربه يحملون القاب الفرس المستعارة وألقاب الحيوانات الأليفة الأخرى. أحد أبناء كوبيلا وهو فيودور، عضو في مجلس بويار دوما لدميتري دونسكوي كان يلقب ب (Koshka) «القط».أخذ أحفاده هذا اللقب وغيروه إلى Zakharin، حيث تقسمت العائلة لاحقا إلى قسمين: Zakharin-Yakovlev و Zakharin-Yuriev.
في عهد إيفان الرابع أصبحت الأسرة السابقة معروفة باسم Yakovlev في حين غير أحفاد رومان اسمها من Zakharyin-Yuriev إلى «رومانوف».

### إعتلاء السلطة

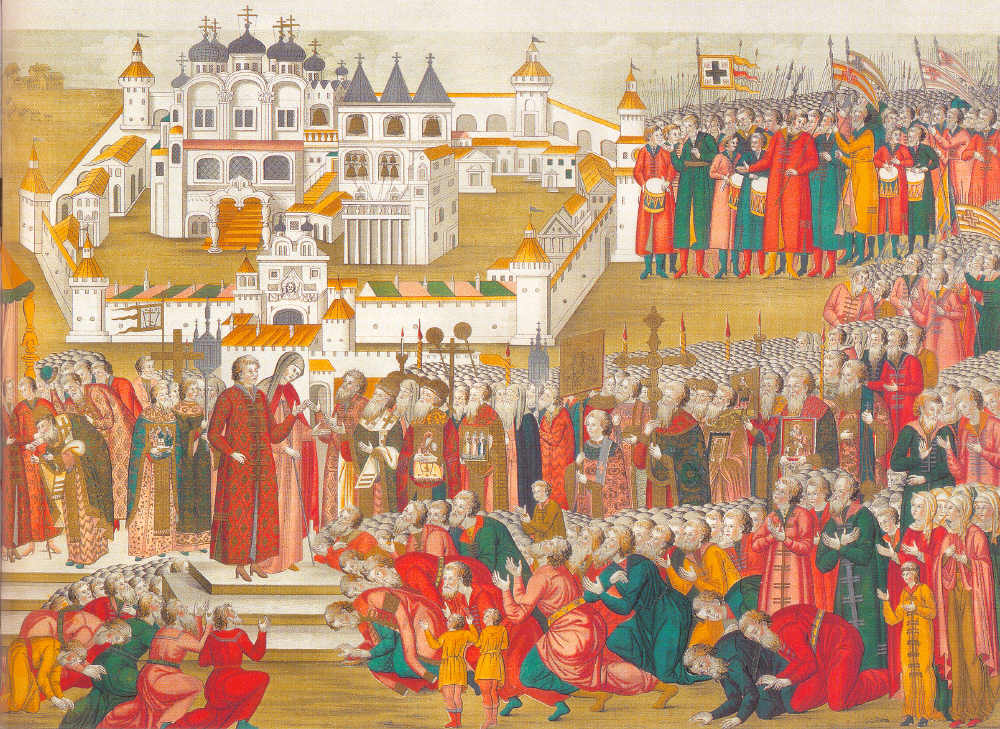
حشود متجمعة قرب دير "Ipatiev" تناشد والدة ميخائيل رومانوف بالسماح له بالذهاب لموسكو وتولي السلطة كقيصر.

زادت ثروة الأسرة عندما تزوجت ابنة رومان، أناستازيا، من إيفان الرابع، أمير روريك الكبير لموسكو في 3 (13) فبراير 1547. تُوجت أنستازيا كأول تساريتسا حين قرر زوجها إيفان تسمية نفسه بتسار والتي تعني القيصر. ولقد غيرت وفاتها الغامضة في عام 1560 شخصية إيفان نحو الأسوأ. ونتيجة لشكه في تورط النبلاء بتسميم محبوبته، بدأ إيفان عهد الإرهاب ضدهم. أما أولاده من أناستازيا، فقد قتل (إيفان) الأكبر من قبل القيصر في مشاجرة. وفيودور الأصغر، الأمير التقي ولكن الخامل بنفس الوقت، فقد ورث العرش بعد وفاة والده في عام 1584.
طوال عهد فيودور الذي استمر خلال السنوات (1584-1598)، شقيق القيصر في القانون، بوريس غودونوف، وأبناء عمومته، آل رومانوف، طعنوا في حكم روسيا. عند وفاة فيودور الأبتر، انتهى خط عائلة "Rurikids" الذي بلغ 700 عام. بعد صراع طويل، انتصر حزب بوريس غودونوف على رومانوف، وانتخب مجلس زيمسكي غودونوف كقيصر في عام 1599. كان انتقام غودونوف من أسرة رومانوف رهيباً، فقد أمر بترحيل جميع أفراد العائلة ومن يقرب لهم إلى مناطق نائية في شمال روسيا وجبال الأورال، حيث مات معظمهم من الجوع أو في السلاسل. نُفي زعيم العائلة، فيودور نيكيتيش رومانوف، إلى دير "Antoniev Siysky" وأُجبر على إتخاذ الوعود الرهبانية باسم فيلاريت.
باعتباره الزعيم السابق للحزب المعادي لغودونوف، وبصفته ابن عم القيصر الشرعي السابق، فقد إلتمس الكثيرين من الدجالين اعتراف فيلاريت رومانوف وحاولوا المطالبة بإرث روريك وبالعرش. ديمتري الزائف الأول جعل منه مطراناً، وديمتري الزائف الثاني رفعه لكرامة البطريرك. خلال طرد البولنديين من موسكو في عام 1612، قدم مجلس زيمسكي التاج الروسي إلى العديد من أمراء "Rurikid" وجيديميناس، لكنهم امتنعوا عن قبول هذا الشرف.
عُرض التاج الروسي على ميخايل رومانوف البالغ من العمر 16 سنة والذي كان يعيش في دير "Ipatiev" في كوستروما، حيث إنفجر بالبكاء من الخوف واليأس. ولكن والدته، كيسينيا إيفانوفا شيزتوفا، أقنعته أخيراً بقبول التاج. ونتيجة لشعورهِ بمدى عدم أمان عرشه قرر ميخائيل تأكيد علاقاته مع عائلة Rurikid، وكذلك أخذ المشورة من مجلس زيمسكي في أي مسألة مهمة. وقد أثبتت هذهِ الإستراتيجية نجاحها.

## أزمة السلالة

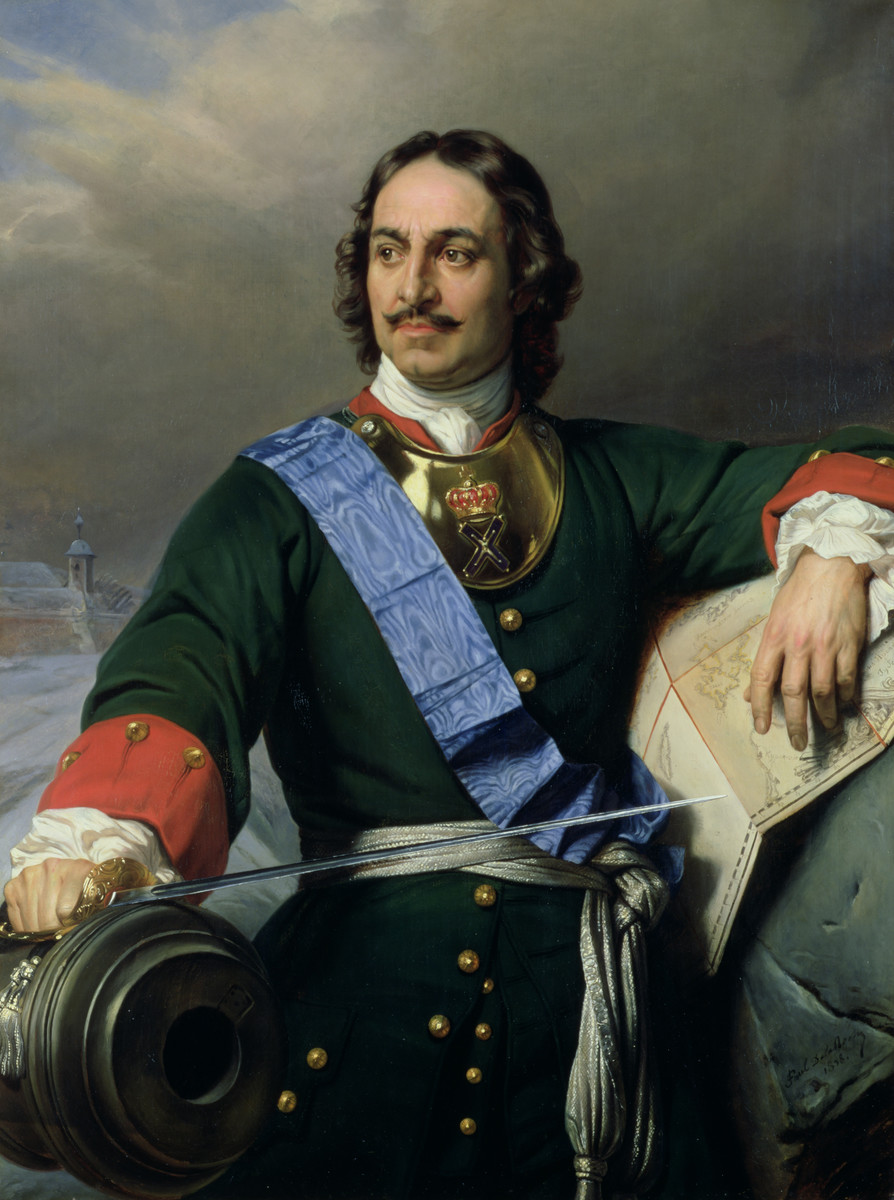
بطرس الأكبر (1672–1725)

خلف الابن الوحيد لميخائيل، أليكس الثاني، والده والذي قاد البلاد بهدوء خلال العديد من المشاكل. وعند وفاته كانت هناك فترة من الصراع السلالي بين أولاده من زوجته الأولى، ماريا (فيودر الثاني، صوفيا وإيفان الخامس) وابنه من زوجته الثانية ناتاليا، بطرس الأكبر المستقبلي. ولقد حكم بطرس أو«بيتر» من عام 1682 حتى وفاته في عام 1725.
توسعت روسيا القيصرية في عهدهِ من خلال العديد من الحروب الناجحة وتحولت إلى إمبراطورية ضخمة وأصبحت قوة أوروبية كبرى. قاد ثورة ثقافية حيث حلت محل بعض التقاليد والنُظم الاجتماعية والسياسية التي كانت سائدة في العصور الوسطى في أوروبا، ونحى منحى حديث وعلمي وعقلاني.
بعد وفاة بطرس بدأت صراعات أسرية جديدة. ابنه الوحيد الذي استطاع البقاء على قيد الحياة حتى سن البلوغ أليكسي، لم يدعم التحديث الذي بدأه بطرس لروسيا. وكان قد اعتقل ومات في السجن بعد ذلك بوقت قصير. عند قرب نهاية حياته، تمكن بطرس من تغيير تقاليد الخلافة التي تمنح العرش للذكور فقط. مُرِرَت السلطة إلى أيدي زوجته الثانية، الامبراطورة كاثرين الأولى. في غضون خمس سنوات، انتهت سلالة رومانوف من الذكور مع وفاة بيتر الثاني في 1730. خلفته في العرش آنا إيفانوفنا ابنة القيصر ايفان الخامس. قبل موتها أعلنت الإمبراطورة عن خليفتها وهو إيفان السادس حفيد أختها. وكانت هذه محاولة لتأمين خطة والدها، مع استبعاد أحفاد بطرس الأكبر من وراثة العرش. وكان إيفان السادس طفل رضيع يبلغ من العمر عاما واحدا فقط في وقت خلافته على العرش، تولى الوصاية والديه الدوقة آنا ليوبولدوفنا والدوق أنتوني أولريخ من براونشفايغ، والذين كانا مكروهين بسبب علاقاتهم الألمانية.
ونتيجة لذلك، وبعد وقت قصير من وفاة الإمبراطورة آنا إيفانوفا، تمكنت إليزابيث بيتروفنا، وهي ابنة تتمتع بالشرعية من بطرس الأول، تمكنت من كسب صالح الشعب وخلع إيفان السادس في انقلاب عسكري بدعم من فوج بريوبراجينسكي وسفراء فرنسا والسويد. توفي إيفان السادس ووالديه في السجن بعد سنوات عديدة.

## بيت هولشتاين غوتورب-رومانوف
أبقى آل هولشتاين-غوتورب على لقب رومانوف، تأكيداً للنسب الأمومي لهم من بطرس الأكبر، من خلال آنا بيتروفنا (ابنة بطرس الأول الكبرى من زوجته الثانية). في 1742، جلبت الإمبراطورة إليزابيث من روسيا ابن آنا، أي ابن أخيها بيتر من هولشتاين-غوتورب، إلى سان بطرسبرج وأعلنته وريثا لها، وقررت له حين يحين الوقت المناسب، الزواج من الأميرة الألمانية صوفيا من أنهالت-زيربست. في عام 1762، وبعد وقت قصير من وفاة الإمبراطورة إليزابيث، قامت صوفيا والتي كانت قد اتخذت الاسم الروسي كاثرين بعد زواجها، بالإطاحة بزوجها الذي لم يحظى بشعبية، بمساعدة عشيقها جريجوري أورلوف. كاثرين هذه هي التي سوف تحكم باسم كاترين العظمى. ابن كاترين، بول الأول، الذي خلف والدته في عام 1796، كان فخورا بشكل خاص لكونه حفيد بطرس الأكبر، على الرغم من مذكرات والدته التي لمحت بأنه من الممكن أن والده الطبيعي كان عشيقها سيرج سالتيكوف، بدلا من زوجها بيتر. علم بول بالمخاطر الناجمة من الصراع الخلافي، فأصدر المرسوم الذي يسمى بقوانين بولين، المرسوم الأكثر صرامة في أوروبا، والذي نص على أن الابن البكر هو من يخلف، وعليه أن يكون مؤمناً أرثوذوكسياً.

## عصر الأوتوقراطية
اغتيل بول الأول في قصره في سانت بطرسبرغ عام 1801. خلفه على العرش ألكسندر الأول، الذي توفي لاحقاً دون ترك ابن. وتوج شقيقه،نيقولا الأول، على العرش. كانت الخلافة بعيدة عن السلاسة، بيد أنه خرج المئات من القوات الذين عقدوا يمين الولاء لشقيق نيكولاس الأكبر، قسطنطين بافلوفيتش الذي دون علم منهم، قد تخلى عن المطالبة بالعرش في عام 1822 بعد زواجه. الارتباك، ومعارضة نيكولاس، أدى إلى ثورة الديسمبريين. أنجب نيقولا الأول أربعة أبناء، ثقفهم وعلمهم احتماليات حكم روسيا وشغلوا وظائف عسكرية، ومنهم إنحدرت الفروع الأخيرة من السلالات القادمة. الكسندر الثاني ابن نيقولا الأول، أصبح الإمبراطور الروسي في عام 1855، في خضم حرب القرم. إعتبر الكسندر الحفاظ على السلام في أوروبا وروسيا مسؤوليته، وآمن بأنه لن يستطيع الحفاظ على السلام سوى الجيش الروسي القوي. من خلال تطوير الجيش، وإعطاء بعض الحرية في فنلندا، وتحرير العبيد في عام 1861 حصل على دعم شعبي كبير.

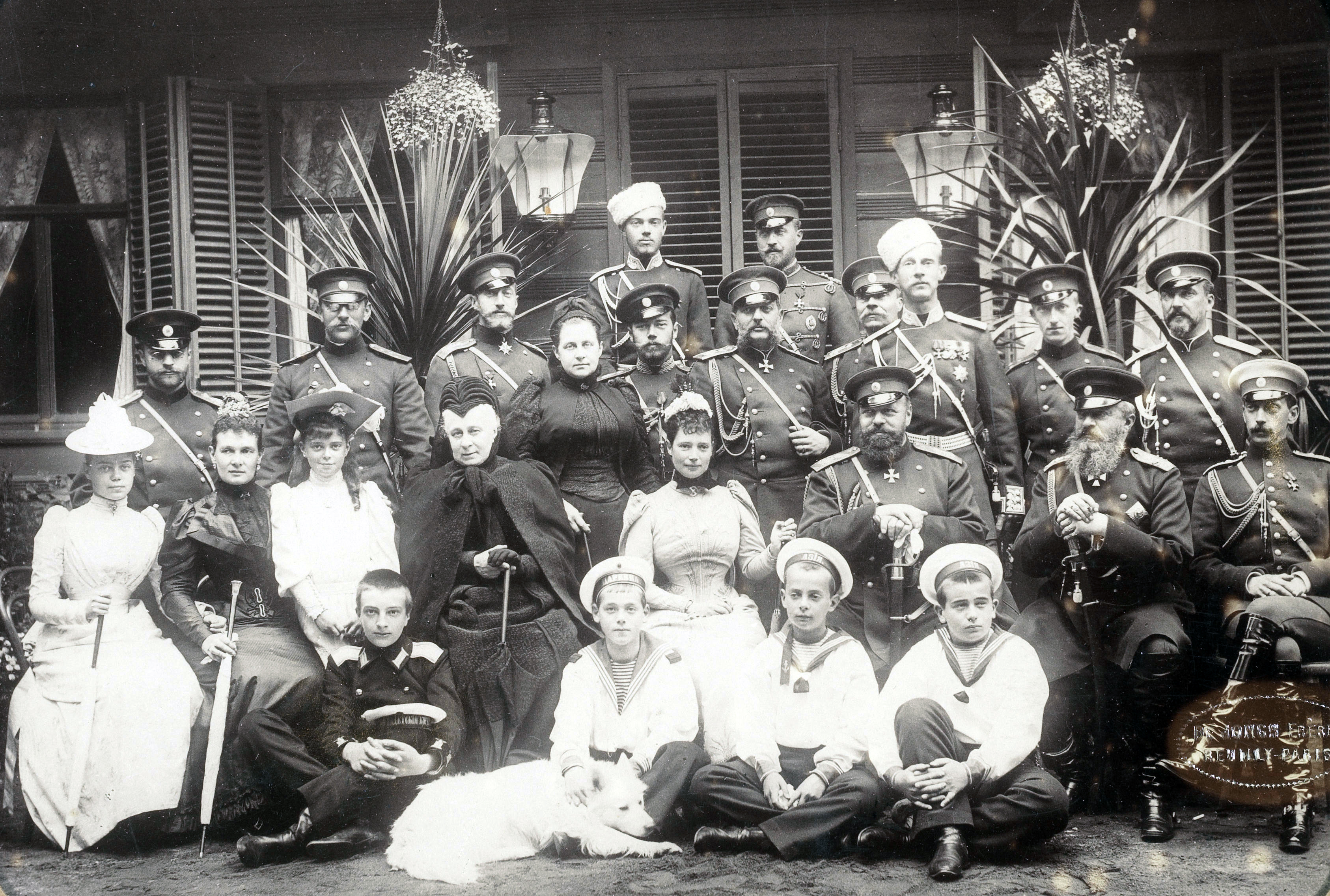
جمع من أعضاء عائلة رومانوف في عام 1892

على الرغم من شعبيته، بدأت عائلته بالتفكك في اواسط الستينات من القرن التاسع عشر ففي عام 1864 توفي فجأة ولده الأكبر ووريثه نيكولاس. زوجته، الإمبراطورة ماريا ألكسندروفنا، كانت تعاني من مرض السل، وقضت الكثير من وقتها خارج البلاد. أتخذ الكسندر في نهاية المطاف عشيقة، هي الأميرة كاثرين دولغروكي.وتزوج منها زواج مرغنطي بعد وفاة زوجته مباشرة. خلقت الشائعات عن شرعية أبناؤه وبأنه كان يفكر بتتويج زوجته الجديدة كإمبراطورة، التوتر داخل الأسرة. وقبل ترفيعه للأميرة كاثرين، أغتيل ألكسندر من قبل إجناسى رينويك بواسطة قنبلة يدوية.
خلف الكسندر الثاني ابنه ألكسندر الثالث. وكان هذا القيصر، مسؤولاً عن الإصلاحات المحافظة في روسيا. لم يكن يتوقع أن يرث العرش، ولم يتلقى تعليمه في أمور الدولة والحكم إلا بعد وفاة شقيقه الأكبر نيكولاس. نقص التدريب الدبلوماسي قد يكون أثر في سياسته وكذلك في ابنه نيقولا الثاني. وكان الكسندر الثالث مثير للإعجاب جسديا، ليس فقط بكونه طويل القامة (1.93 متر، وفقا لبعض المصادر)، ولكن كانت له لياقة بدنية وقوة كبيرة. وخوفا من المصير الذي لحق بوالده، فقد عزز الكسندر الثالث الحكم الإستبدادي بروسيا، وتم عكس بعض الإصلاحات الليبرالية التي أقرها والده. لم يرث الكسندر عرش أخيه الميت فحسب، بل وأيضا خطيبته الدنماركية، الأميرة داغمار. التي أتخذت اسم ماريا فيودوروفنا عند تحولها إلى الأرثوذكسية، كانت ماريا ابنة الملك كريستيان التاسع وشقيقة ملوك المستقبل فريدريك الثامن ملك الدنمارك وجورج الأول ملك اليونان، وكذلك ملكة بريطانيا الكسندرا حرم إدوارد السابع. وعلى الرغم من تناقض طبائعه، وخلفيته في الزواج فقد انجب ستة أطفال وشاع صيته بأنه أول قيصر لم يتخذ عشيقات.
أصبح ابنه الأكبر، نيكولاس، الإمبراطور بعد وفاة الكسندر الثالث بسبب أمراض الكلى في سن 49 في نوفمبر عام 1894. نيكولاس قال، «أنا لست على استعداد لأكون القيصر....» بعد أسبوع فقط من الجنازة، تزوج نيكولاس من مخطوبته (أليكس)، الحفيدة المفضلة لـفيكتوريا ملكة المملكة المتحدة. وعلى الرغم من إنه كان ذا قلب طيب، لكنه كان يميل إلى الإبقاء على سياسات والده القاسية. اتصفت اليكس بلإخلاص كزوجة لنيكولاس وأم لأطفالهما الخمسة، ولكنها تجنبت الكثير من الواجبات الاجتماعية التقليدية لروسيا. ينظر إليها على أنها منطوية وشديدة، وأشيعت المقارنات السلبية بينها وبين والدة زوجها، ماريا فيودوروفنا. عام 1916، تولى نيكولاس قيادة الجيش في الخطوط الأمامية أثناء الحرب العالمية الأولى، سعت الكسندرا للتأثير عليه بتدخلها في شؤون الحكومة أكثر مما فعلت حتى خلال وقت السلم. تأثرت كل من سمعة نيكولاس وسمعة السلالة خلال الحرب العالمية الأولى بسبب أصولها الألمانية وعلاقتها الفريدة مع غريغوري راسبوتين، الذي يتمثل دوره في حياة ابنها الوحيد المريض والذي لم يكن معروفا على نطاق واسع. كانت الكسندرا حاملة لجين نزف الدم الوراثي، والذي ورثته من جدتها الملكة فيكتوريا. ابنها، اليكسي، الوريث الذي طال انتظاره على العرش، ورث المرض وعانى من نوبات مؤلمة من النزيف الذي طال أمده، ألم كان في بعض الأحيان يخَفَف عنه جزئيا بواسطة إسعافات راسبوتين له. كان لنيكولاس والكسندرا أيضا أربع بنات، الدوقات أولغا، تاتيانا، ماريا وأناستازيا.

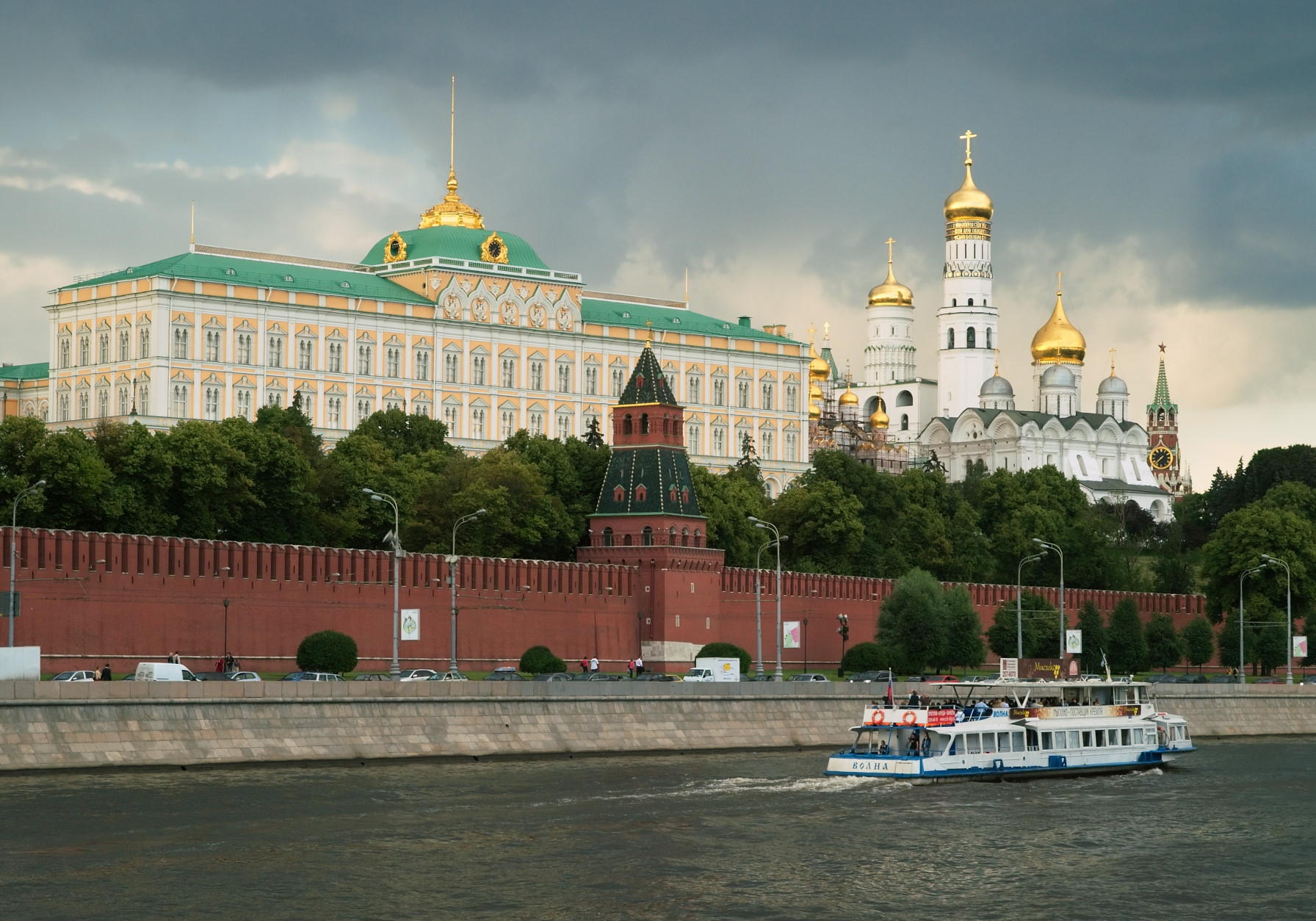
قصر الكرملين الكبير،موسكو
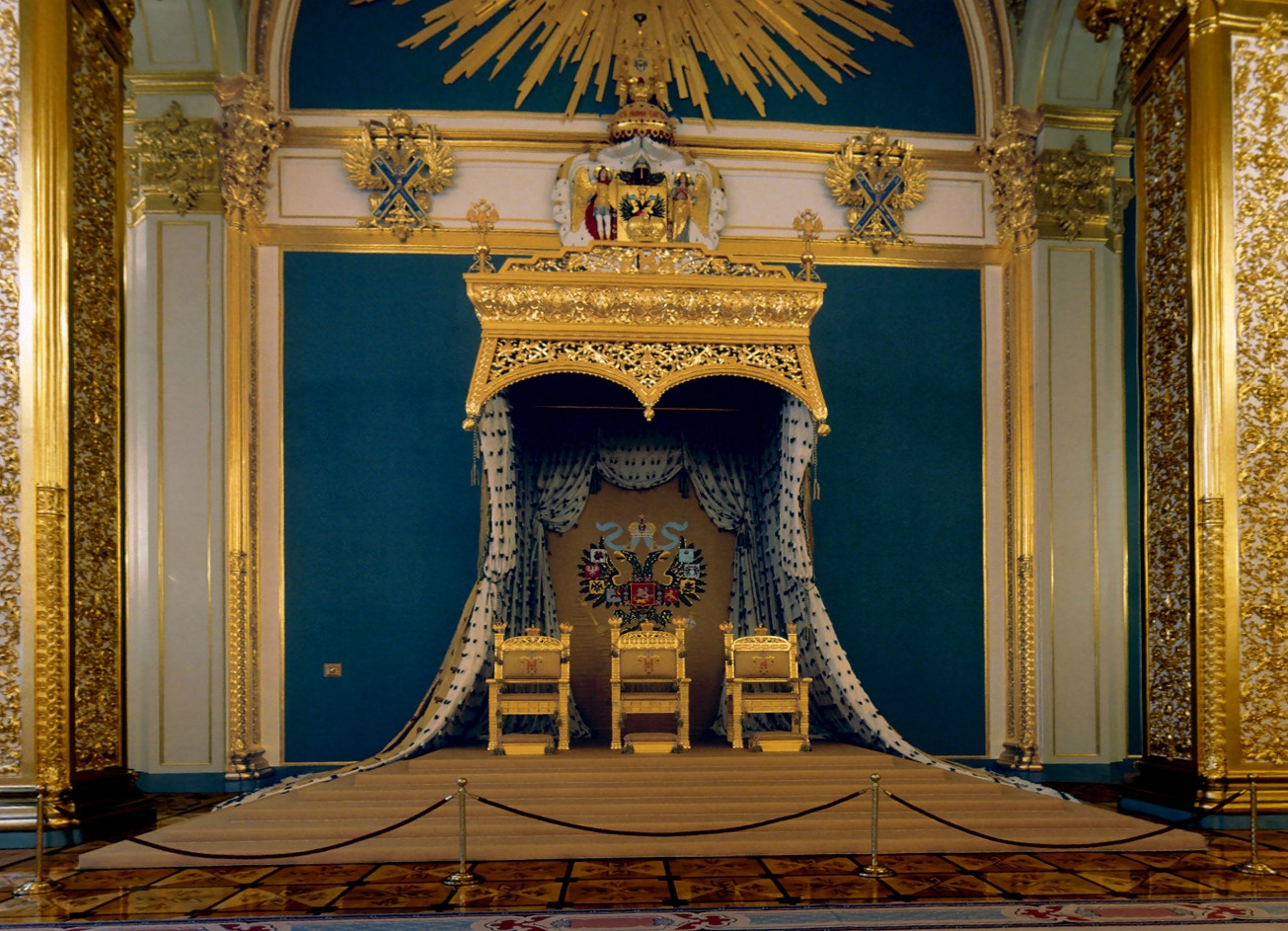
عرش القيصر والإمبراطورة ووريث العرش في قصر الكرملين الكبير.
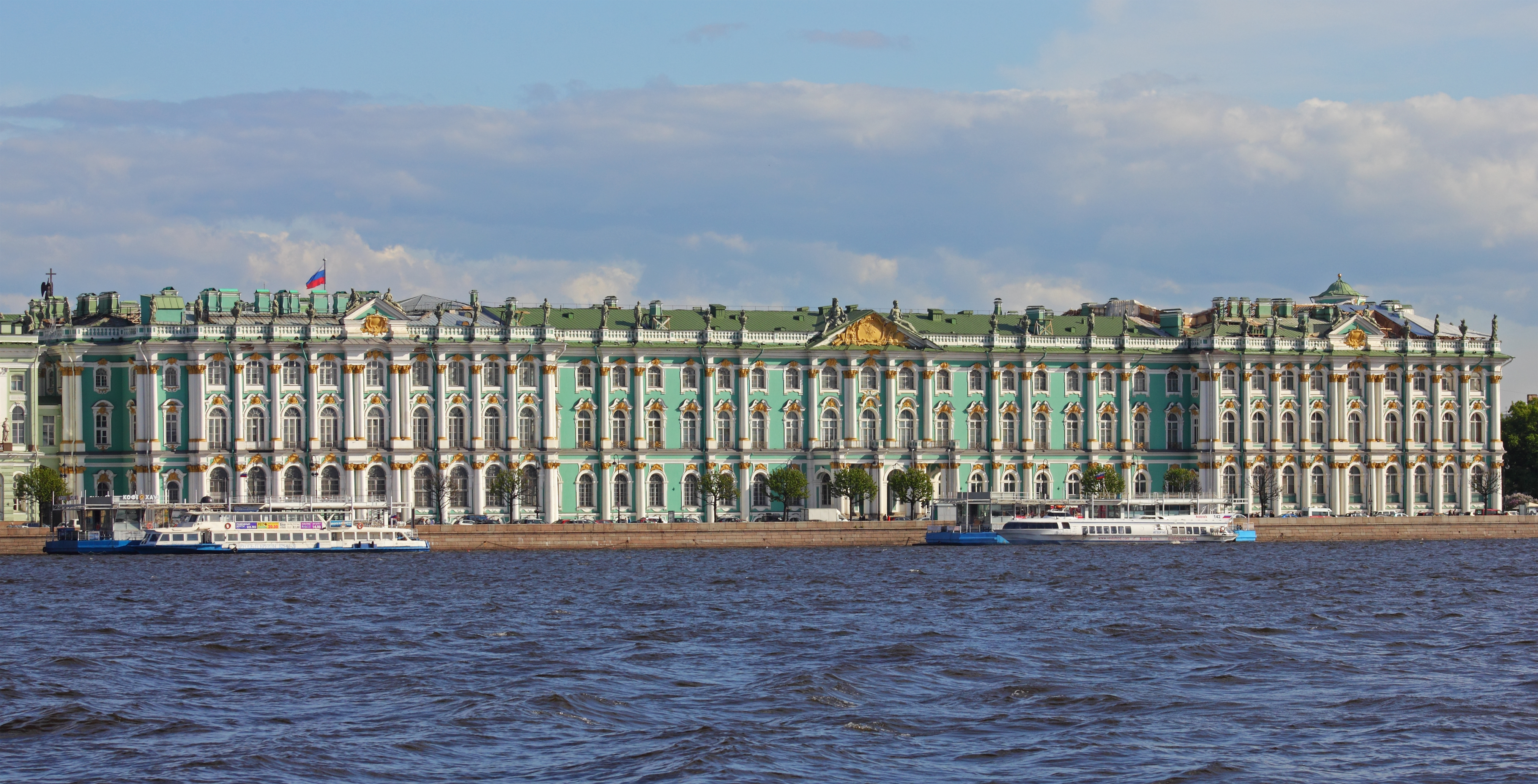
قصر الشتاء, سانت بطرسبرغ
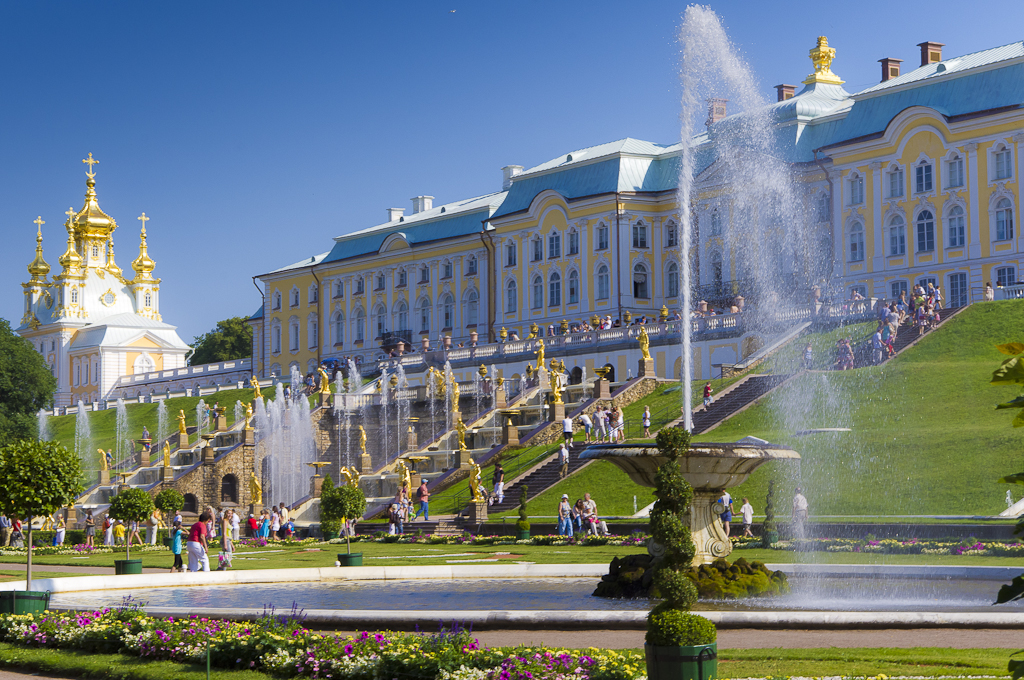
قصر بيترهوف
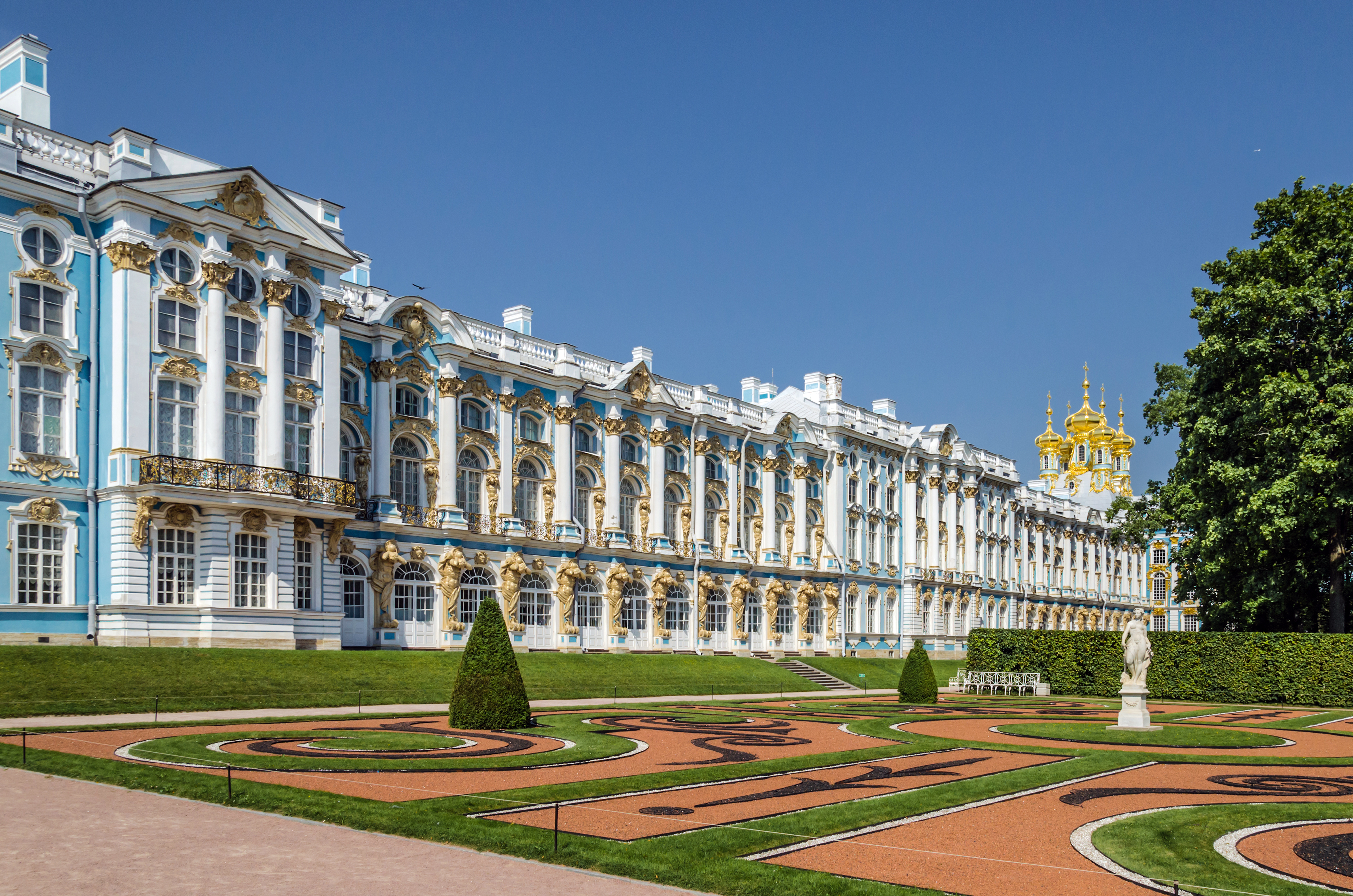
قصر كاثرين
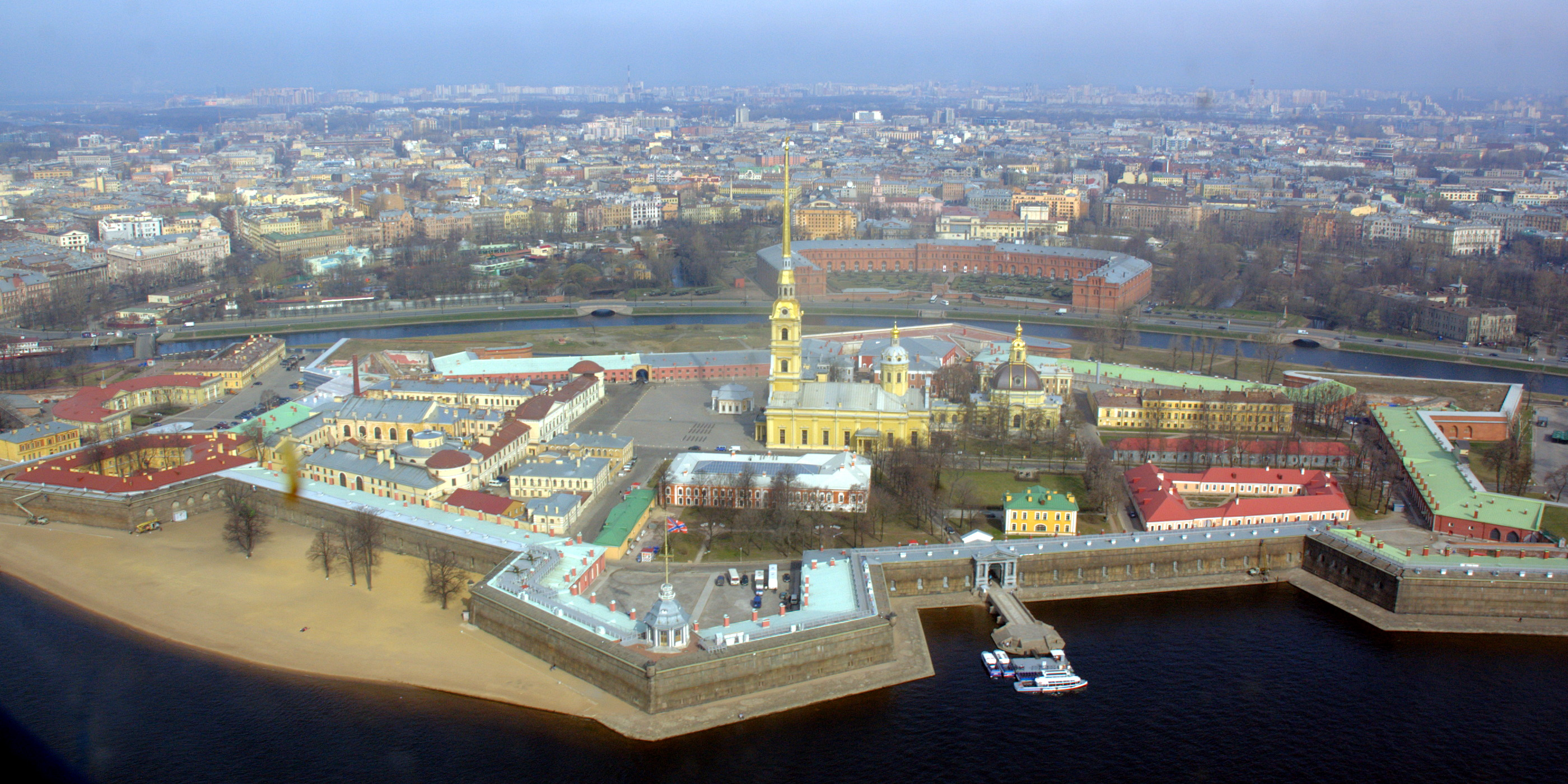
قلعة بطرس وبولس مع كاتدرائية بطرس وبولس،ضريح آل رومانوف

## السقوط

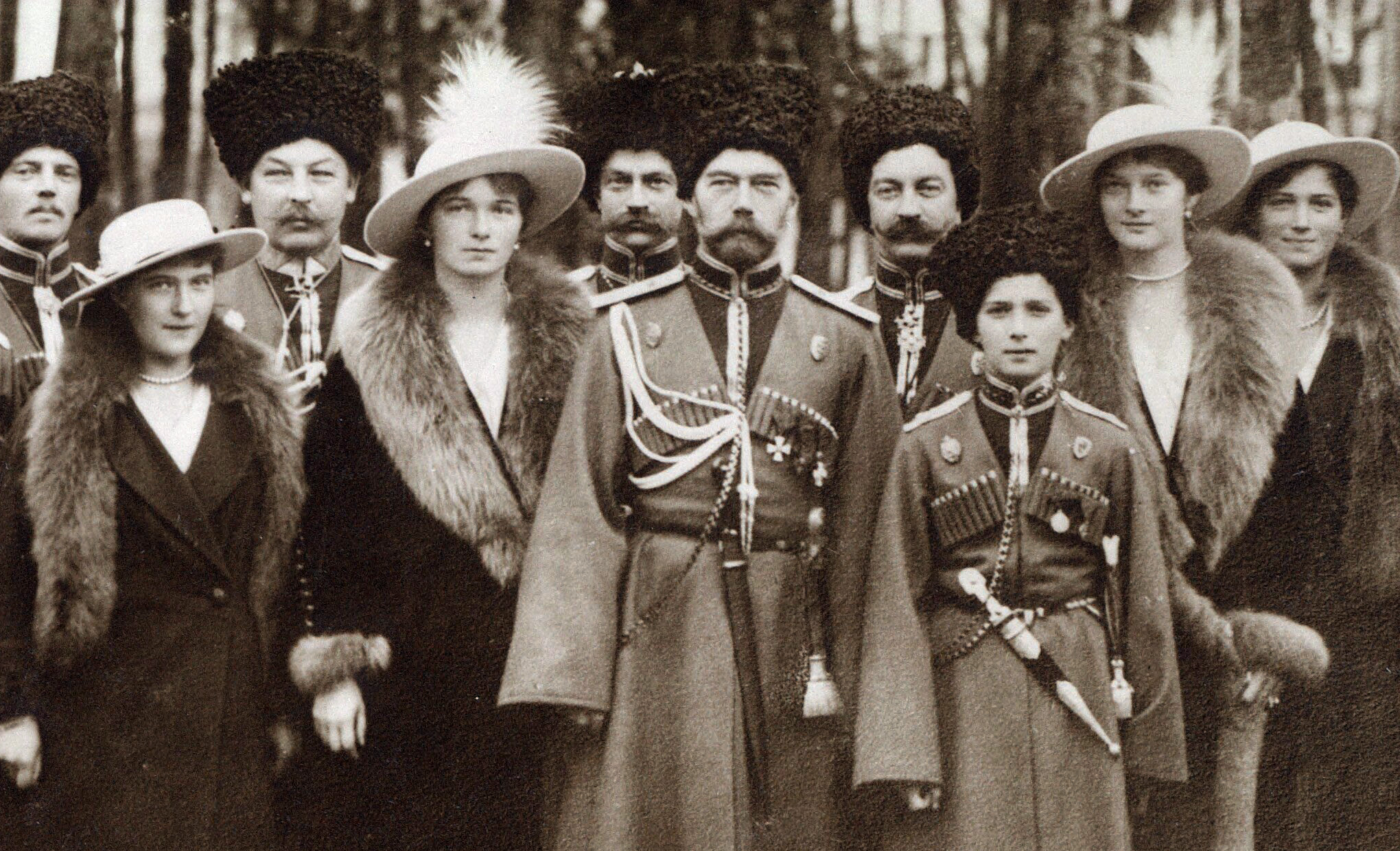
رومانوف في زيارة لفوج أثناء الحرب العالمية الأولى، من اليسار إلى اليمين، الدوقة اناستازيا، الدوقة أولغا، القيصر نيكولاس الثاني، ولي العهد اليكسي، الدوقة تاتيانا، الدوقة ماريا، وقوقازيين من كوبان

أدت ثورة فبراير عام 1917 إلى تنازل نيقولا الثاني عن العرش لصالح شقيقه الدوق الأكبر مايكل ألكسندروفيش. رفض هذا الأخير قبول السلطة وفوض الأمر إلى الحكومة المؤقتة لحين إجراء استفتاء ديموقراطي في المستقبل. ولكن هذا العمل أنهى بشكل فعال حكم سلالة رومانوف في أنحاء روسيا. يؤكد بعض المؤرخين أن التاج لم يمرر بشكل قانوني لمايكل، لوجود الوريث الشرعي اليكسي الذي كان سيرث والده، نيكولاس الثاني، بشكل تلقائي، إلا إذا كان هذا الأخير قد غيّر بصورة غير شرعية في حكم التنازل خوفاً من فصل ولده عن أبويه. حسب هذه النظرية، فإن اليكسي خلف والده نيقولا الثاني كإمبراطور شرعي لروسيا، على الرغم من أنه ظل معتقلا لدى البلاشفة لبقية حياته القصيرة. أصبح عمه مايكل الإمبراطور بعد وفاة اليكسي، جنبا إلى جنب مع والديه وأخواته، في يونيو 1918. ولكن بحلول ذلك الوقت كان مايكل ألكسندروفيتش قد أُسر أيضا.
بعد ثورة فبراير، وضع نيقولا الثاني وعائلته تحت الإقامة الجبرية في قصر الكسندر. فيما تمكن عدد من أعضاء العائلة الإمبراطورية من البقاء على علاقة جيدة مع الحكومة المؤقتة، واستطاعوا في نهاية المطاف ترك روسيا، أرسل نيكولاس الثاني وعائلته إلى المنفى في مدينة سيبيريا، توبولسك من قِبل ألكسندر كيرينسكي في أغسطس 1917. ومن ثم تمت الإطاحة بالحكومة المؤقتة خلال ثورة أكتوبر عام 1917، وفي أبريل 1918، تم نقل رومانوف إلى مدينة ايكاترينبرج الروسية، في جبال الأورال، حيث وِضِعوا في بيت ايباتيف "Ipatiev ".

## ادعاءات ما بعد الإعدام
كانت هناك العديد من التقارير في مرحلة ما بعد الثورة عن الناجين من آل رومانوف وادعاءات غير مثبتة من قبل بعض الأفراد بأنهم أعضاء في عائلة القيصر المخلوع نيكولاس الثاني، كانت أشهرهم آنا أندرسون التي ادعت أنها الدوقة أناستازيا. مع ذلك، فقد أكدت الأبحاث أن كل أفراد آل رومانوف الذين كانوا محتجزين في بيت إيباتيف في آيكاترينبرغ قد قُتِلوا.

## إطلاق النار على آل رومانوف
في ليلة 17 يوليو 1918، قامت السلطات البلشفية بإطلاق النار على نيقولا الثاني وعائلته، وأربعة من الخدم في قبو البيت، بناء على أوامر ياكوف سفيردلوف والتي تقاد من قبل فيليب غولوسكيكين وياركوف يورفسكي. قيل للعائلة بأنه سيتم تصويرهم فوتوغرافيا لأجل إثبات إنهم ما زالوا أحياء للناس. تم ترتيب الأسرة بشكل مناسب وتركوا وحدهم لعدة دقائق. بعدها دخل المسلحون وبدأوا بإطلاق النار على الأسرة، لم تمت الفتيات بشكل مباشر بسبب الماس الذي كان مخاطاً على مشداتهن. حاول المسلحون طعنهم بالحراب لكنهم فشلوا أيضاً، ثم زُعِم أن المسلحون أطلقوا النار على رؤوسهم من مسافة قريبة. أُخفيت جثث العائلة، ثم نُقلت أربع مرات قبل أن يتم دفنهم في حفرة لا تحمل أي علامات مميزة حيث بقيت هناك حتى صيف عام 1979 عندما نبش بعض الهواة المتحمسين القبر، وأُعيد دفن البعض منهم، وقرروا بعد ذلك إخفاء الأمر حتى سقوط الشيوعية. تم حفر المقبرة، ومنح الجثث جنازة رسمية في ضوء الديموقراطية الحديثة التي نشأت بعد سقوط الإتحاد السوفييتي وروسيا. وتم استخدام الحمض النووي والأدلة الأخرى لعدة سنين لاحقة من قبل العلماء الروس لكشف الحقيقة. تم بناء كنيسة تذكارية في المكان الذي وقف البيت فيه مرة.

## بقايا عائلة القيصر
في يوليو 1991، أخرجت الجثث المسحوقة لنيكولاس الثاني وزوجته، جنبا إلى جنب مع ثلاثة من أصل خمسة من الأطفال إضافة إلى أربعة من الخدم، (على الرغم من وجود شك في هذه العظام رغم فحص الحمض النووي)، لأن جثتين لم تكن موجودة، حيث اعتقد كثير من الناس أن طفلين من آل رومانوف قد نجيا من القتل. كان هناك الكثير من النقاش على هذه المسألة. قدّم عالم روسي صور فائقة الوضوح، وقرر أن ماريا وأليكسي لم يكونا في الحفرة. وفي وقت لاحق، قام عالم أمريكي بفحص الأسنان وعظام العمود الفقري وقال بأن أنستازيا وأليكسي هما اللذان فُقِدوا. أحاط الكثير من الغموض بمصير اناستازيا. وقد تم إنتاج العديد من الأفلام التي أشارت بأنها عاشت.
بعد استخراج الجثث في يونيو 1991، بقيت في المختبر حتى عام 1998، ودار نقاش حول ما إذا كان يجب دفنهم في سان بطرسبرغ أو ايكاترينبرج. تقرر في نهاية الأمر اختيار بطرسبرغ. تم نقل الرفات بمرافقة الحرس العسكري الكامل وأعضاء من عائلة رومانوف في ايكاترينبرج حتى بطرسبرج، تم دفنهم في جنبا إلى جنب مع الخدم الذين قتلوا معهم في كنيسة خاصة ضمن كادترائية بطرس وبولس بالقرب من مقابر أجدادهم. حضر الرئيس بوريس يلتسين الدفن بالنيابة عن الشعب الروسي.

### أليكسي
في أواخر صيف عام 2007 أعلن عالم أثار روسي عن اكتشاف من قبل أحد عماله، حيث تم الكشف عن وجود:
1* بقايا 46 شظية من عظام بشرية.
2* صناديق خشبية والتي تحطمت لأجزاء.
3* قطع من السيراميك التي يبدو إنها تعود لزجاجات لحفظ الحامض.
4* مسامير حديد.
5* زوايا حديد
6* سبع أجزاء من الأسنان
7* جزء من نسيج ثوب.
كانت المنطقة التي عثر فيها على البقايا واقعة إلى جانب طريق كوبتياكي. قال علماء الآثار إن العظام المكتشفة تعود لصبي يتراوح عمره ما بين العشرة أعوام والثلاثة عشر عاما في وقت وفاته، وامرأة شابة كانت تقريبا تتراوح بين الثامنة عشرة والثلاثة وعشرون سنة. كانت اناستازيا تبلغ سبعة عشر عاما وشهر واحد من العمر في وقت ارتكاب الجريمة، بينما كانت ماريا تبلغ تسعة عشر عاما من العمر وشهر واحد. اليكسي كان سيصبح في الرابعة عشر في غضون إسبوعين. وكانت أخواته الأكبر سنا أولغا وتاتيانا تبلغان 22 و 20 عاما على التوالي في وقت ارتكاب الجريمة. تم العثور عثر على العظام باستخدام أجهزة الكشف عن المعادن بالإضافة للتحقيقات. أيضا، تم العثور على مواد يبدو أنها كانت من قماش مقلم بالأزرق والأبيض. ارتدى أليكسي عادة قميص مخطط بالأزرق والأبيض.

### إثبات الحمض النووي
في 30 نيسان 2008 أعلن علماء الطب الشرعي الروس أن اختبار الحمض النووي قد أثبت أن الرفات يعود إلى أليكسي وشقيقته أناستاسيا. تم نشر المعلومات بشكل رسمي في يونيو 2008، والتي تم الحصول عليها من ايكاترينبرج وخضعت مرارا وتكرارا للفحص من قبل مختبرات مستقلة مثل مدرسة الطب بجامعة ماساتشوستس، الولايات المتحدة الأمريكية، جميعها أثبتت أن كامل أفراد أسرة رومانوف قد أعدموا في صباح 17 يوليو 1918.

## مقتل أفراد آخرين من رومانوف
في 18 تموز 1918، وبعد يوم من قتل القيصر وعائلته، لاقى أعضاء من العائلة الامبراطورية الروسية ميتة عنيفة، حيث قُتلوا بالقرب من ألابايفسك من قبل البلاشفة. وهم: الدوق الأكبر لروسيا سيرغي ميخائيلوفيتش، الأمير إيوان كونستانتينوفيتش، الأمير قسطنطين كونستانتينوفيتش، الأمير إيغور كونستانتينوفيتش، الأمير فلاديمير بافلوفيتش بالي، فارفارا ياكوفيلفا سكرتير الدوق الأكبر سيرغي، والدوقة إليزابيث فيودوروفنا، حفيدة الملكة فيكتوريا والأخت الأكبر لألكسندرا. في عام 1905 وبعد اغتيال زوجها قررت فيودوروفنا العمل كراهبة، لكن على الرغم من هذا تم القبض عليها وتقرر إعدامها مع بقية العائلة. ألقوا جميعاً داخل منجم وتم رمي القنابل عليهم وتركوا ليموتوا ببطء. تم انتشال الجثث ممن قبل الجيش الأبيض في عام 1918، الذي وصل في وقت متأخر جدا لإنقاذهم. وضعت رفاتهم في توابيت، وداروا بهم حول روسيا خلال الصراعات بين الأبيض والجيش الأحمر المعارض. وفي يناير 1919 قتلت السلطات الثورية الدوقات: ديمتري كونستانتينوفيتش، نيكولاس ميخائيلوفيتش، بول ألإكسندروفيش وجورج ميخائيلوفيتش، الذين كانوا محتجزين في سجن قلعة القديس بطرس وبولس في بتروغراد.

## شعارات النبالة
|                                                            |
| الشعار الإمبراطوري للجيش الروسي، مع وبدون الخلفية المظللة. |